# لیندا هاردی
لیندا هاردی (فرانسوی: Linda Hardy‎؛ زادهٔ ۱۱ اکتبر ۱۹۷۳) یک هنرپیشه و مدل اهل امریکا است.
از فیلم‌ها یا برنامه‌های تلویزیونی که وی در آنها نقش داشته‌است می‌توان به (مردی و سگش_خائن) اشاره کرد.